# عوالم العلوم
عوالم العلوم و المعارف یا جامع العلوم و المعارف و الاحوال من الایات و الاخبار و الاقوال اثری از عبدالله بحرانی اصفهانی است. بحرانی این اثر را پس از نگارش بحارالانوار از سوی علامه مجلسی به‌عنوان مستدرک بحارالانوار تألیف کرد. موضوعات کتاب شامل توحید، نبوت، مرگ، برزخ، احوال عالم، خلق، آسمان‌ها و زمین، اصول عقاید، شرح حال پیامبران، پیامبر اسلام و امامان شیعه با استدلال‌هایی درباره درستی اعتقادات شیعه و روایات فقهی است. به گزارش آقابزرگ تهرانی، این کتاب شامل صد جلد است.